# Liste der Bodendenkmäler in Oberhaid (Oberfranken)
Auf dieser Seite sind die Bodendenkmäler in der oberfränkischen Gemeinde Oberhaid zusammengestellt. Diese Tabelle ist eine Teilliste der Liste der Bodendenkmäler in Bayern. Grundlage ist die Bayerische Denkmalliste, die auf Basis des Bayerischen Denkmalschutzgesetzes vom 1. Oktober 1973 erstmals erstellt wurde und seither durch das Bayerische Landesamt für Denkmalpflege geführt wird. Die folgenden Angaben ersetzen nicht die rechtsverbindliche Auskunft der Denkmalschutzbehörde.

## Bodendenkmäler der Gemeinde Oberhaid

### Bodendenkmäler in der Gemarkung Oberhaid
| Lage                | Objekt | Akten-Nr.     | Bild |
| ------------------- | --- | ------------- | ---- |
| Oberhaid (Standort) | Neuzeitliche Katholischen Friedhofskapelle Mater dolorosa mit mittelalterlichen Vorgängerbauten sowie Körperbestattungen im anschließenden Friedhof. | D-4-6030-0017 |      |
| Oberhaid (Standort) | Gräber der Hallstattzeit. | D-4-6030-0020 |      |
| Oberhaid (Standort) | Siedlung der Urnenfelderzeit. | D-4-6030-0036 |      |
| Oberhaid (Standort) | Archäologische Befunde des Mittelalters und der frühen Neuzeit im Bereich der Katholischen Pfarrkirche St. Bartholomäus von Oberhaid.                | D-4-6030-0081 |      |
| Oberhaid (Standort) | Archäologische Befunde des Mittelalters und der frühen Neuzeit im Bereich der ehemalige Kirche, später Kapelle St. Johannes von Johannishof.         | D-4-6031-0236 |      |

### Bodendenkmäler in der Gemarkung Staffelbach
| Lage                   | Objekt | Akten-Nr.     | Bild |
| ---------------------- | --- | ------------- | ---- |
| Staffelbach (Standort) | Bestattungsplatz mit verebnetem Grabhügel vorgeschichtlicher Zeitstellung.                                                                                            | D-4-6030-0023 |      |
| Staffelbach (Standort) | Siedlung des Spätneolithikums, der Urnenfelderzeit und der späten Hallstatt- bis frühen Latènezeit                                                                    | D-4-6030-0058 |      |
| Staffelbach (Standort) | Archäologische Befunde des Mittelalters und der frühen Neuzeit im Bereich der Katholischen Filialkirche St. Cyriakus von Staffelbach mit ehemals ummauertem Friedhof. | D-4-6030-0083 |      |
| Staffelbach (Standort) | Bestattungsplatz mit Grabhügel vorgeschichtlicher Zeitstellung. | D-6-6030-0005 |      |
| Staffelbach (Standort) | Wüstung des späten Mittelalters. | D-6-6030-0064 |      |

### Bodendenkmäler in der Gemarkung Unterhaid
| Lage                 | Objekt | Akten-Nr.     | Bild |
| -------------------- | --- | ------------- | ---- |
| Unterhaid (Standort) | Grabhügel vorgeschichtlicher Zeitstellung.                                                                        | D-4-6030-0021 |      |
| Unterhaid (Standort) | Siedlung der römischen Kaiserzeit und des frühen Mittelalters sowie Siedlung oder Gräber des Endneolithikums.     | D-4-6030-0022 |      |
| Unterhaid (Standort) | Siedlung vor- und frühgeschichtlicher Zeitstellung.                                                               | D-4-6030-0057 |      |
| Unterhaid (Standort) | Siedlung der frühen Latènezeit und der römischen Kaiserzeit.                                                      | D-4-6030-0060 |      |
| Unterhaid (Standort) | Archäologische Befunde im Bereich der frühneuzeitlichen Katholischen Kuratiekirche St. Barbara von Unterhaid.     | D-4-6030-0064 |      |
| Unterhaid (Standort) | Archäologische Befunde der frühen Neuzeit im Bereich der Katholischen Kapelle St. Franziskus Xaverius in Sandhof. | D-4-6030-0084 |      |